# Patrick Bioul
 Patrick Bioul, né le 17 juillet 1952 est un homme politique belge francophone, membre du MR.
Il est notaire.
Il fut échevin de Gembloux et membre du parlement wallon (12.7.99-17.10.00) en suppléance de Jean-Marie Séverin.